# Senad Husić
Senad Husić (Kalesija, 1990. április 12. –) bosnyák labdarúgó, jelenleg a bosnyák Sloboda Tuzla játékosa, előtte a Diósgyőr-ben játszott.

## Pályafutása
Husić 19 évesen kezdte profi pályafutását. 2011-ben behívót kapott hazája U21-es válogatottjába. 2013-ban Magyarországra, a Diósgyőrbe szerződött. Rögtön első bajnoki meccsén gólt szerzett a címvédő Győri ETO ellen. A szezonban megnyerte a Ligakupát, a Magyar Kupa döntőjében büntetőpárbajban kaptak ki, Husić utolsó lövőként kihagyta a tizenegyesét. De mivel a döntőbeli ellenfél, az Újpest ki lett zárva az Európa-ligából, a miskolci együttes indulhatott az európai kupasorozatban.

## Klubstatisztikák
| Klub     | Szezon | Bajnokság | Bajnokság | Kupa  | Kupa | Ligakupa | Ligakupa | Európa | Európa | Összesen | Összesen |
| Klub     | Szezon | Meccs     | Gól       | Meccs | Gól  | Meccs    | Gól      | Meccs  | Gól    | Meccs    | Gól      |
| -------- | ------ | --------- | --------- | ----- | ---- | -------- | -------- | ------ | ------ | -------- | -------- |
| Zvijezda |        |           |           |       |      |          |          |        |        |          |          |
| 2009-10  | 18     | 0         | 0         | 0     | 0    | 0        | 0        | 0      | 18     | 0        |          |
| 2010-11  | 27     | 1         | 0         | 0     | 0    | 0        | 0        | 0      | 27     | 1        |          |
| 2011-12  | 26     | 1         | 0         | 0     | 0    | 0        | 0        | 0      | 26     | 1        |          |
| 2012-13  | 13     | 2         | 1         | 0     | 0    | 0        | 0        | 0      | 14     | 2        |          |
| Total    | 84     | 4         | 1         | 0     | 0    | 0        | 0        | 0      | 85     | 4        |          |
| Diósgyőr |        |           |           |       |      |          |          |        |        |          |          |
| 2013–14  | 16     | 1         | 5         | 0     | 10   | 0        | 0        | 0      | 31     | 1        |          |
| Total    | 16     | 1         | 5         | 0     | 10   | 0        | 0        | 0      | 31     | 1        |          |
| Összesen |        | 100       | 5         | 6     | 0    | 10       | 0        | 0      | 0      | 116      | 5        |

Frissítve: 2014 május 25.

## Díjak
Diósgyőr
- Ligakupa (1): 2013–14

## Fordítás
Ez a szócikk részben vagy egészben  a   Senad Husić című angol Wikipédia-szócikk fordításán alapul.  Az eredeti cikk szerkesztőit annak laptörténete sorolja fel. Ez a jelzés csupán a megfogalmazás eredetét és a szerzői jogokat jelzi, nem szolgál a cikkben szereplő információk forrásmegjelöléseként.

## Külső hivatkozások
- Soccerway
- MLSZ